# 同心難改
《同心难改》（英語：I Can't Think Straight）是一部2008年的英國女同浪漫电影，由麗莎·雷和茜多·塞丝主演。

## 剧情简介
在傳統的中東的上流社會中，Reema和Omar正為他們的女兒Tala準備婚禮。但是由於工作而回到倫敦的Tala，遇見了 Leyla，Leyla是她最好的朋友-Ali正在約會的英國籍印度女生。Tala注意到了背地裡努力成為一名作家的純樸、笨拙和敏感的Leyla。同時，Tala的坦率挑戰著Leyla 的信仰，Leyla 開始了一段自我認識的旅程。她們相愛了，但Tala被她的責任與文化道德所牽制，使她離開了Leyla飛回了約旦準備著她那密鑼緊鼓的華麗盛大的婚禮。隨著家庭成員的拜訪和婚禮日子一天天的接近，Tala的壓力不斷上升，一直到她最後逃離而解救自己。畫面回到倫敦，Leyla極度的傷心，但她開始學會了在自我疑惑和媽媽的期待中解放出來，離開Ali和真誠的告訴她的父母她的性取向。Tala發現她所期待的愛就是跨越最後的障礙，贏得 Leyla的回來。在Ali 和Leyla的充滿朝氣的妹妹幫助下，Tala 和 Leyla 重新走到了一起。

## 演员
- 麗莎·雷 饰 Tala
- 茜多·塞丝（英语：Sheetal Sheth） 饰 Leyla
- Antonia Frering 饰 Reema
- 达里普·塔西尔（Dalip Tahil） 饰 Omar
- Nina Wadia 饰 Housekeeper
- Ernest Ignatius 饰s Sam
- Kimberly Jaraj 饰 Zina
- Sam Vincenti 饰 Kareem
- 安雅·拉希里（Anya Lahiri） 饰 Lamia
- Rez Kempton 饰 Ali
- Daud Shah  饰 Hani
- Ishwar Maharaj 饰 Sami
- 艾波·罗丝·雷瓦（Amber Rose Revah） 饰 Yasmin